# インピ・ヴィサー
インピ・ヴィサー（Impi Visser、1995年5月30日 - ）は南アフリカ共和国のラグビーユニオン選手。

## プロフィール
- 南アフリカポンゴラ出身[1]。
- ポジションはセンター(CTB)。
- 身長 187cm、体重 94kg

## 略歴
2021年、東京五輪の7人制南アフリカ代表に選ばれた。
2024年、2024パリ五輪の7人制南アフリカ共和国代表に選ばれて銅メダル獲得。